# Kuiflangoer
De kuiflangoer (Trachypithecus pileatus)  is een zoogdier uit de familie van de apen van de Oude Wereld (Cercopithecidae). De wetenschappelijke naam van de soort werd voor het eerst geldig gepubliceerd door Blyth in 1843.

## Voorkomen
De soort komt voor in het noordwesten van Myanmar, ten westen van de rivier Chindwin, het noordoosten van India, Bhutan, Bangladesh en Tibet (China).